# Daewoo Nubira
Daewoo Nubira — компактный автомобиль компании Daewoo. Был представлен в марте 1997 года.

## Nubira I

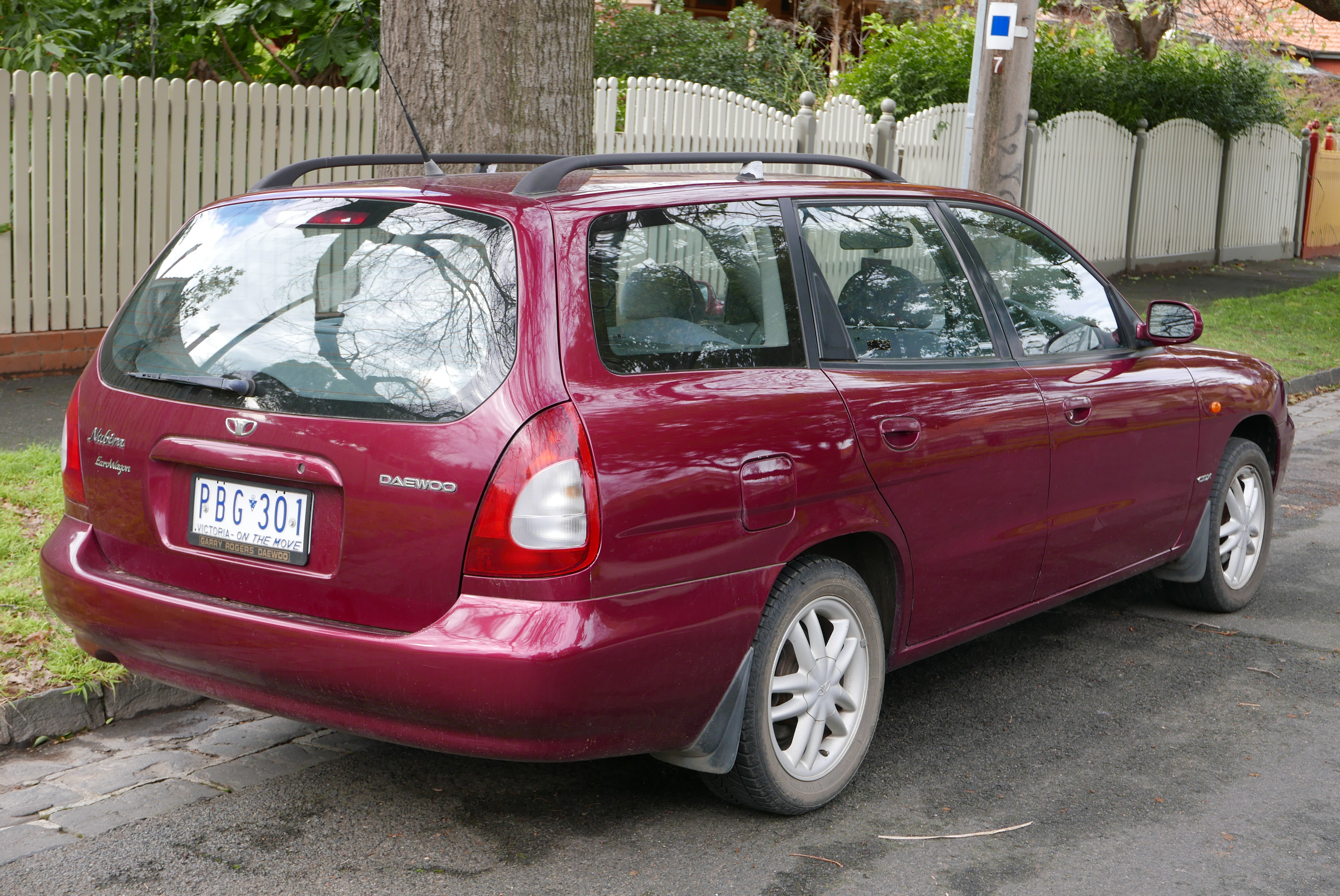
Nubira универсал

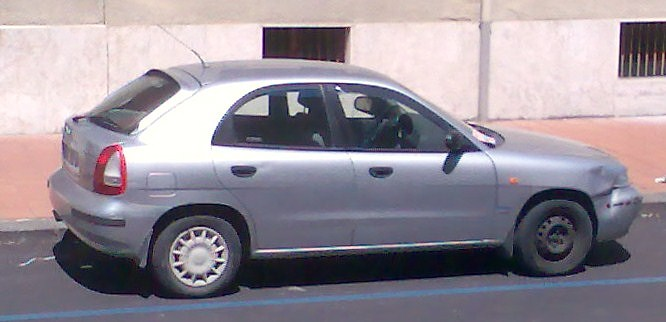
Nubira хетчбэк

Семейство Nubira — самое обширное в программе Daewoo. У него три типа кузовов: Он выпускался в 4-дверном кузове седан, 5-дверном кузове хетчбэк и 5-дверном кузове универсал. Как и «Daewoo Leganza», «Нубиру» проектировал коллектив специалистов из Великобритании (конструкция в целом), Германии (двигатели) и Италии (дизайн кузовов). Неудивительно, что машина смотрится вполне по-европейски, хотя при этом не потеряла черты, присущие только Daewoo.
Все модели оснащали четырехцилиндровыми 16-клапанными моторами рабочим объемом 1598 см³( E-TEC A16DMS ) и 1998 см³ ( D-TEC X20SED ), мощностью 78 кВт/106 л. с. и 98 кВт/133 л. с., а также пятиступенчатыми механическими и четырехступенчатыми автоматическими коробками передач.
В 1999 году производство автомобиля с кузовом хетчбэк было прекращено. Одновременно был проведён рестайлинг — обновление экстерьера с частичной модернизацией ходовой части и салона. Это дало основание присвоить новой модификации индекс II.
Даная модель оснащалась четырехцилиндровыми 16-клапанными моторами рабочим объемом: 1498 см³ (A15DMS); 1598 см³ (A16DMS) ; 1799 см³ (C18SED); 1998 см³ (X20SED). В Корее модель выпускали до 2003 года — выхода Nubira 3, в Египте модель продержалась по лицензии до 2008 года на заводе Daewoo Egypt, вплоть до перехода Daewoo Egypt на сборку китайских Chery, а также в Румынии — на заводе Daewoo Automobilie Romania также до 2008 года, после чего завод перешёл на сборку коммерческих Ford. В России сборку модели осуществлял Таганрогский автомобильный завод с 1998 по 2002 годы под названием «Донинвест Орион» (Doninvest Orion).
В 2008 году производство Nubira было прекращено, но в 2012 году началось производство на заводе ЗАЗ.

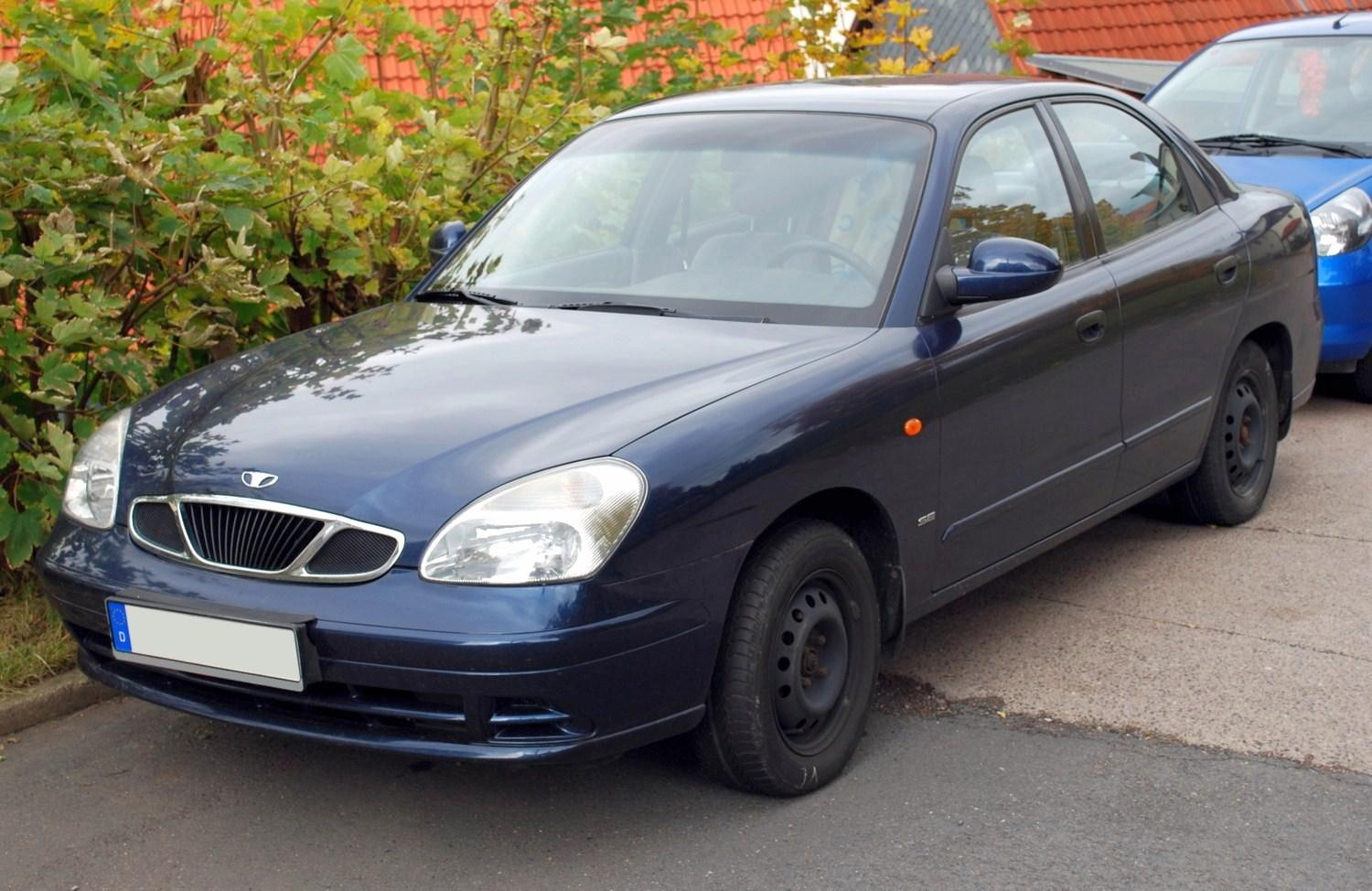
Daewoo Nubira после обновления 1999 года (J150)

## Nubira II
Основа взята с модели J150, внешние различия касались только фар (H4 вместо H1) и боковых индикаторов (теперь в белом цвете). У универсала  также были изменены задние фонари. Двигатели стали соответствовать стандарту выбросов Евро-3. Интерьер получил новую обивку. У заднего ряда убрали третий подголовник.

## Nubira III
На автосалоне в Сеуле 2002 представлено третье поколение, построенное на другой платформе. На российском рынке эта модель известна как Chevrolet Lacetti. Дизайн разрабатывала итальянская компания Pininfarina.

### Двигатели
| Модель | Тип двигателя | Объём    | Система питания | Мощность                         | Крутящий момент      | Годы выпуска |
| ------ | ------------- | -------- | --------------- | -------------------------------- | -------------------- | ------------ |
| 1,4i   | Р4            | 1399 см³ | инжектор        | 95 л. с. (70 кВт) при 5800 об/м  | 131 Нм при 4400 об/м | 2003-2004    |
| 1,6i   | Р4            | 1598 см³ | инжектор        | 109 л. с. (80 кВт) при 5800 об/м | 147 Нм при 4000 об/м | 2003-2004    |
| 1,8i   | Р4            | 1799 см³ | инжектор        | 122 л. с. (90 кВт) при 6000 об/м | 161 Нм при 4000 об/м | 2003-2004    |